# Бюкуа, Георг Франц Август фон
Георг Франц Август фон Бюкуа (нем. Georg Franz August von Buquoy, или Йиржи Франтишек Август Бюкуа чеш. Jiří František August Buqouy; 7 сентября 1781, Брюссель, — 19 апреля 1851, Прага) — австрийский натурфилософ.

## Биография
Георг Франц Август фон Бюкуа родился 7 сентября 1781 года в городе Брюсселе. Посещал дворянскую академию в Вене и затем изучал математику, физику и химию. 
Унаследовав после смерти дяди большое состояние, фон Бюкуа много путешествовал и, вернувшись в 1806 году, жил постоянно в своих имениях в Чехии, занимаясь учёными трудами и руководя своими многочисленными фабриками. Особенной известностью пользовались его стекольные заводы, выделывавшие хрусталь, цветное стекло и изобретённый им гиалит.
Первое его произведение «Analytische Bestimmung des Gesetzes der virtuellen Geschwindigkeiten in mechan. und statist. Hinsicht» (Лейпциг, 1812) написано ещё совсем в духе теории корпускул.
В позднейших сочинениях фон Бюкуа присоединяется к натурфилософскому направлению Шеллинга. Из них заслуживают особенного внимания:
- «Ideele Verherrlichung des empirisch erfassten Naturlebens» (2 изд., 2 т., Лейпциг, 1826)
- «Theorie des Nationalwirtschaft» (Лейпциг, 1815)
- «Skizzen zu einem Gesetzbuche der Natur» (Лейпциг, 1836)

Все свои сочинения фон Бюкуа печатал за собственный счёт и рассылал бесплатно людям, интересующимся этими вопросами.
Георг Франц Август фон Бюкуа умер 19 апреля 1851 года в городе Праге.